# La Angelina
La Angelina är en ort i Mexiko.   Den ligger i kommunen Dolores Hidalgo och delstaten Guanajuato, i den centrala delen av landet, 260 km nordväst om huvudstaden Mexico City. La Angelina ligger 1 977 meter över havet och antalet invånare är 103.
Terrängen runt La Angelina är en högslätt. Runt La Angelina är det ganska tätbefolkat, med 93 invånare per kvadratkilometer. Närmaste större samhälle är Dolores Hidalgo, 13,2 km sydväst om La Angelina. Trakten runt La Angelina består till största delen av jordbruksmark.